# Pericôndrio

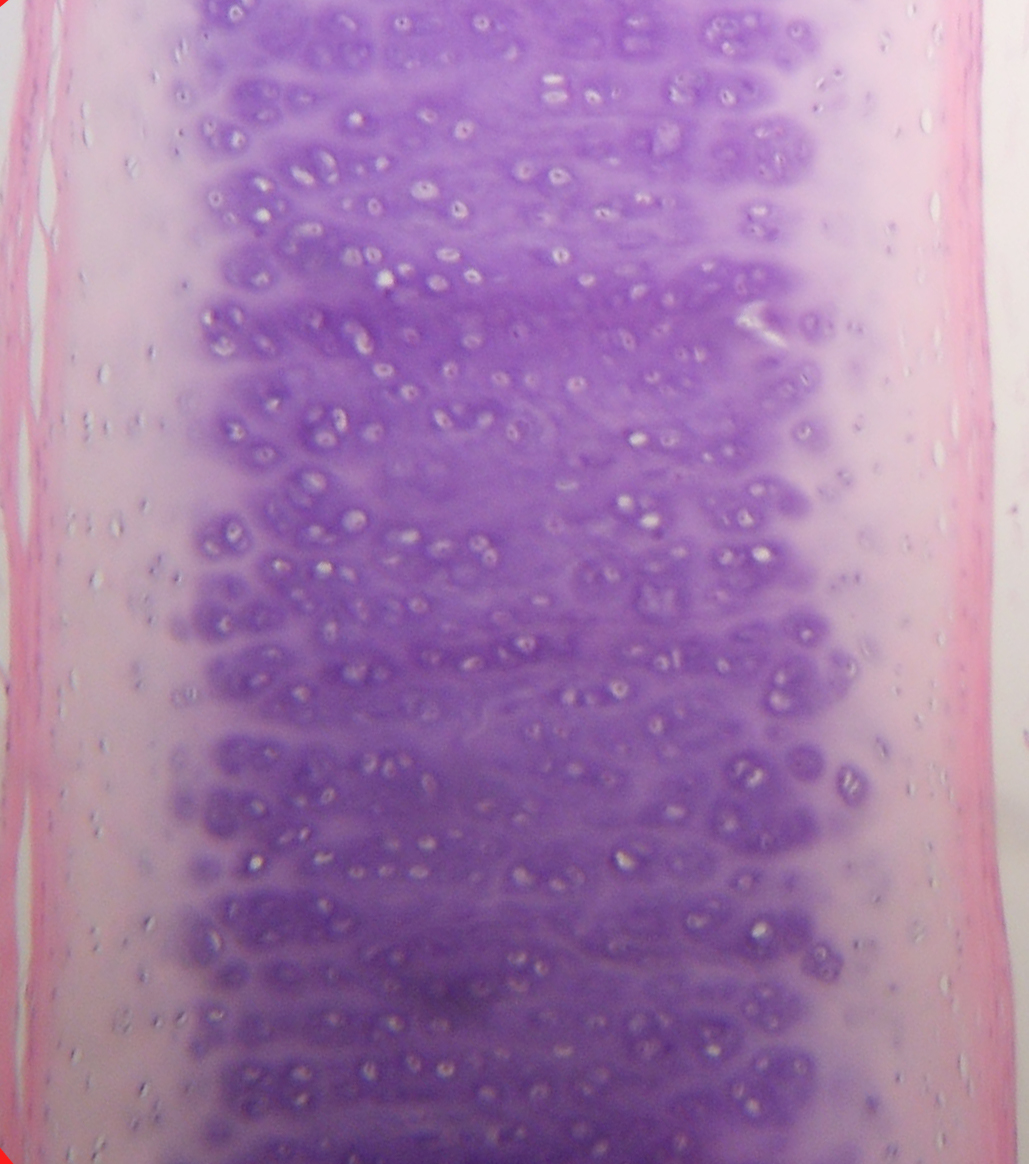
Nesse corte histológico de uma traqueia, tingido com hematoxilina e eosina, os pericôndrios são as faixas rosas que envolvem a cartilagem em roxo.

Pericôndrio (do latim peri em torno de, chondrium cartilagem) é uma camada de tecido conjuntivo do tipo denso não modelado que envolve as cartilagens, exceto das cartilagens articulares das articulações sinoviais.

## Estrutura
Pode ser separado em duas zonas:
- Zona Fibrógena: camada externa, vascularizada e com fibroblastos (tecido conjuntivo frouxo). É responsável pela nutrição e manutenção do tecido conjuntivo cartilaginoso.
- Zona Condrogênica: camada interna, não vascularizada e com condroblastos, células que se diferenciarão em condrócitos, passando assim a produzir as substâncias matriciais que compõem a cartilagem.

## Funções
Dentre suas funções mais comuns estão:
- Facilitar o fluxo de sangue;
- Participar do desenvolvimento dos ossos;
- Proteger a cartilagem de trauma ou dano e;
- Produzir novas células de cartilagem.

Se tiver ocorrido trauma local, pode produzir mais condrócitos e condroblastos para formarem novas cartilagens. Vasos sanguíneos minúsculos dentro do pericôndrio nutrem a cartilagem.